# مانديراجا، بانجارنيجارا
مانديراجا ( باللغة الجاوية:ꦩꦤꦢꦶꦫꦗ꧀ ) هي مدينة في بانجارنيجارا ريجنسي، مقاطعة جاوة الوسطى، إندونيسيا. تبلغ مساحة المدينة 52,61 كيلومتر مربع، ويبلغ عدد سكانها 63.679 شخص في التعداد السكاني الإندونيسي لعام 2010. مانديراجا هي ثاني أكبر مدينة في ولاية بانجارنيجارا. بالإضافة إلى ذلك، مانديراجا تقع أيضًا بجوار مطار سوديرمان العام في غرب مانديراجا على مسافة 6 كم.

## الحدود
تقع مدينة مانديراجا بين خطي الطول 7 ° 27'10 «خط العرض الجنوبي وخط الطول 109 ° 31'22» شرقاً وتحدها:
- الشمال: بوربالينغاريجينسي
- الجنوب: كبومن ريجنسي
- الشرق: منطقة بوروانجارا الفرعية
- الغرب: مقاطعة بورويرجا-كلامبوك

## الجغرافيا
تقع بلدة مانديراجا في الجزء الغربي من بانجارنيجارا ريجنسي، من حيث الشكل والمساحة الجغرافية، ونوع مساحة الأرض أو الشكل بما في ذلك مستجمعات المياه لنهر سيرايو الذي يمتد من نفس الاتجاه، في الحدود الشمالية التي تحد مدينة مانديراجا بوربالينغاريجنسي، المسافة من عاصمة المقاطعة الفرعية إلى عاصمة ريجنسي الذي يحكمها حوالي 21 كيلومترا، وتقع على ارتفاع 132 متر فوق مستوى سطح البحر.

## المناخ والطقس
مانديراجا هي منطقة استوائية المناخ، وكمية الأمطار في مانديراجا هي 85 يومًا، وتتراوح الرطوبة بين + 50-90 ٪ مع أعلى رطوبة هواء تحدث في شهري ديسمبر ومارس وأقل الأرقام تحدث في يوليو وسبتمبر، ومتوسط هطول الأمطار سنويًا في مانديراجا ± 2.586 مم / سنة مع عدد من الأيام الممطرة ± 188 يومًا، وموسم الأمطار في بلدة مانديراجا يحدث في نوفمبر ومارس وموسم الجفاف في أبريل وأكتوبر. 

## الديموغرافيا
في عام 2010 استنادًا إلى تعداد السكان الإندونيسي لعام 2010، بلغ عدد سكان المدينة 63.679 نسمة، في عام 2018 كانت مدينة مانديراجا هي المدينة التي تضم ثالث أكبر عدد من السكان في مقاطعة بانجارنيجارا بعد مقاطعة بونجيلان وبوروانيجارا الفرعية، والتي كانت 65.397 نسمة. التي تنتشر في 16 قرية تتكون من 32.379 رجل و 33.018 امرأة بفارق بسيط بين الجنسين من 96,22 ٪ مع نمو السكان بنسبة 0,62 ٪. 

## السكن
بلغ عدد المشاريع الرائدة في مجال المنازل الصحية التي قام بها حزب العمال الكردستاني في مانديراجا في عام 2015، 21.370 منزلًا، بينما تم تجميع المشروعات الرائدة في مجال المنزل الصحية إلى نوعين من المنازل، المنازل الصحية، والمنازل غير الصحية، مشاريع المنازل التي أصبحت مشاريع تجريبية بواسطة حزب العمال الكردستاني منازل في مانديراجا في عام 2015 كانت 14.297 منزل. زيادة مقارنة بعام 2014 مع ما مجموعه 12.854 من مشاريع الإسكان الصحي للمنازل التي جربها حزب العمال الكردستاني مع مشاريع الإسكان غير الصحي في مانديراجا في 2015 زادت أيضًا مقارنة بالعام السابق مع عدد المنازل غير الصحية التي بلغ مجموعها 7.073 والتي كانت تستخدم مشاريع تجريبية من حزب العمال الكردستاني.

## التعليم
يرتبط الإنجاز في مجال التعليم في مدينة مانديراجا ارتباطًا وثيقًا بالمرافق التعليمية في المرحلة الابتدائية (المدرسة الابتدائية) في مانديراجا في العام الدراسي 2018 2019، يقوم المعلم في المتوسط بتدريس 16 طالبًا في المرحلة الابتدائية، وكلما زاد مستوى من التعليم يزدادأيضًا عبء المعلم بشكل متزايد، فبالنسبة لتعليم المدرسة الإعدادية (المدرسة الإعدادية) يصل المدرس العادي إلى 25 طالب في المدرسة الإعدادية، فيما يلي المدارس الإعدادية والثانوية في منطقة مانديراجا الفرعية:
1. SMP نيغيري 1 مانديراجا
2. SMP نيغيري 2 مانديراجا
3. SMP نيغيري 3 مانديراجا
4. SMP نيغيري 4 مانديراجا
5. SMP نورول امبيبيا مانرجا
6. SMPLB YPAB باراماس مانديراجا
7. متس الهداية مانديراجا
8. متس المحمدية مانديراجا
9. متس المعاريف مانديراجا
10. SMA معاريف مانديراجا
11. SMK نيغيري1 مانديراجا

## الثقافة
مانديراجا لديها ثقافة تقليدية، بما في ذلك وايانغ كوليت فن جاوي تقليدي، بالإضافة إلى أن هناك آلة موسيقية تقليدية مثل calung، نوع من أنواع آلات موسيقية من نوع الأيدوبيون، تتكو من عدة أنابيب من خشب الخيزران يتم ضربها عند القاعدة لإنتاج صوت خشبي.

## المطبخ
يحتوي مطبخ مانديراجا على الأطعمة النموذجية بما في ذلك المندوان، و سوتو، وغيرها، والمندوان نفسه مقلي بالدقيق مع التوابل بما في ذلك الكزبرة، والثوم، والملح، والنكهة، ثم يتم طهي نصف مقلي، ويشتهر هذا المندوان في محل إقامة بانيوماسان وفي اندونيسيا 

## روابط خارجية
- BPS Kabupaten Banjarnegara
- Website Resmi Kabupaten Banjarnegara
- Prodeskel Binapemdes Kemendagri نسخة محفوظة 7 يوليو 2019 على موقع واي باك مشين.